# Upper Denkyira Este (distrito)
Upper Denkyira Este es un distrito de la región Central, Ghana. En septiembre de 2018 tenía una población estimada de 85 994 habitantes.
Se encuentra ubicado al sur del país, cerca de la costa del golfo de Guinea, al sur de la meseta de Kwahu, al suroeste del lago Volta y al oeste de Acra, la capital de Ghana. 